# Vækstfaktor
Vækstfaktorer betegner i fysiologien nogle af kroppen vigtigste signalstoffer. De er proteiner, der stimulerer cellernes vækst, deling, spredning og differentiering. Eksempler er nogle af cytokinerne og nogle af hormonerne.
Vækstfaktorerne fungerer typisk som signalmolekyler mellem cellerne. Ved binding til specifikke receptorer på overfladen af målcellen startes signaltransduktionen, der regulerer cellulære processer og fører til cellens respons.
Vækstfaktorer blev først opdaget af Rita Levi-Montalcini og Stanley Cohen, som delte Nobelprisen i fysiologi eller medicin i 1986.

## Nogle eksempler
Nogle eksempler på vækstfaktorer er nævnt nedenfor (de internationale/eng. navne er beholdt i de fleste tilfælde, da mere information let kan søges på den engelske Wikipedia).
- Adrenomedullin (AM)
- Angiopoietin (Ang)
- Autocrine motility factor
- Bone morphogenetic protein (BMP)
- Ciliary neurotrophic factor (CNTF)
- Leukemia inhibitory factor (LIF)
- Interleukin-6 (IL-6)
- Macrophage colony-stimulating factor (m-CSF)
- Granulocyte colony-stimulating factor (G-CSF)
- Granulocyte macrophage colony-stimulating factor (GM-CSF)
- Epidermal growth factor (EGF)
- Ephrin
- Erythropoietin (EPO)
- Fibroblast growth factor (FGF)
- Foetal Bovine Somatotrophin (FBS)
- Glial cell line-derived neurotrophic factor (GDNF)
- Neurturin
- Persephin
- Artemin
- Growth differentiation factor-9 (GDF9)
- Hepatocyte growth factor (HGF)
- Hepatoma-derived growth factor (HDGF)
- Insulin
- Insulin-like growth factor-1 (IGF-1)
- Insulin-like growth factor-2 (IGF-2)
- Interleukiner
- Keratinocyte growth factor (KGF)
- Migration-stimulating factor (MSF)
- Macrophage-stimulating protein (MSP) eller hepatocyte growth factor-like protein (HGFLP)
- Myostatin (GDF-8)
- Neureguliner
- Neurotrophiner
- Brain-derived neurotrophic factor (BDNF)
- Nerve growth factor (NGF)
- Placental growth factor (PGF)
- Platelet-derived growth factor (PDGF)
- Renalase (RNLS) eller Anti-apoptotic survival factor
- T-cell growth factor (TCGF)
- Thrombopoietin (TPO)
- Transforming growth factor alpha (TGF-α)
- Transforming growth factor beta (TGF-β)
- Tumor necrosis factor-alpha (TNF-α)
- Vascular endothelial growth factor (VEGF)
- Wnt Signaling Pathway